# Pflanzenheilkunde im Alten Ägypten
Die Pflanzenheilkunde im Alten Ägypten befasst sich mit der Anwendung und Wirkung von Heilpflanzen als Arzneimittel im alten Ägypten. Die altägyptischen Arzneimittel enthielten jedoch nicht nur pflanzliche, sondern teilweise auch mineralische und tierische Bestandteile.

## Fundquellen für Anwendungen von Heilpflanzen
Bis heute ist noch kein Grab eines Arztes mit einer Arzneimittelsammlung für das Jenseits gefunden worden, so dass die Forschung auf Überlieferungen angewiesen ist. Aus dem alten Ägypten sind heute etwa 2000 Rezepturen überliefert. Von den in diesen Rezepturen verwendeten ca. 700 altägyptischen Drogenbezeichnungen (Drogen im pharmazeutischen Sinne) sind bis heute nur ca. 180 identifiziert worden, davon 31 Heilpflanzen. Rezepturen finden sich beispielsweise in den Ramesseum-Papyri, Medizinischen Papyri aus Lahun oder im Papyrus Edwin Smith. Die umfangreichste Quelle für die altägyptische Pflanzenheilkunde befindet sich in Leipzig: der ca. 20 m lange Papyrus Ebers. Er enthält etwa 876 verschiedene Arzneimittelrezepturen. Der Papyrus Hearst nennt 260 Rezepturen, von denen über 90 auch parallel im Papyrus Ebers vorkommen. Weitere Rezepturen findet man auf Ostraka und auf Heilstatuen (hier aber erst gegen Ende des Neuen Reiches).

## Liste von Heilpflanzen, die im alten Ägypten nachweisbar sind
Im Folgenden sind nur die laut Renate Germer wichtigsten Heilpflanzen und deren Verwendung aufgelistet.

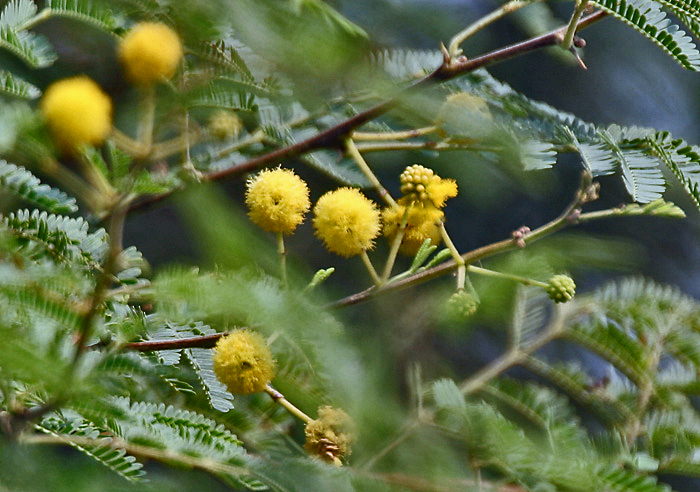
Nilakazie (Acacia nilotica)

- Nilakazie oder auch Arabischer Gummibaum (Acacia nilotica), die Blätter äußerlich zur Wundbehandlung, das Akaziengummi als neutrale Arneimittelgrundlage.
- Küchenzwiebel (Allium cepa), zur Wundbehandlung und äußerlich bei Schlangenbissen.
- Porree (Allium porrum), zur Wundbehandlung.
- Dill (Anethum graveolens), überwiegend äußerlich verwendet.
- Wilder Sellerie (Apium graveolens), wassertreibende, Magen/Darm-beruhigende Wirkung.
- Weihrauchbaum (diverse Boswellia Arten), im alten Ägypten nur als Handelsprodukt bekannt und als Herz eines der am häufigsten verwendeten Heilmittel sowohl äußerlich als auch innerlich. Später im Neuen Reich wurde es zunehmend durch Therebintenharz der Terpentin-Pistazie und anderer Pistazienarten ersetzt. Um vom Import unabhängig zu sein, versuchten die Ägypter die Pistazienbäume zu Hause heimisch zu machen.Terpentin-Pistazie

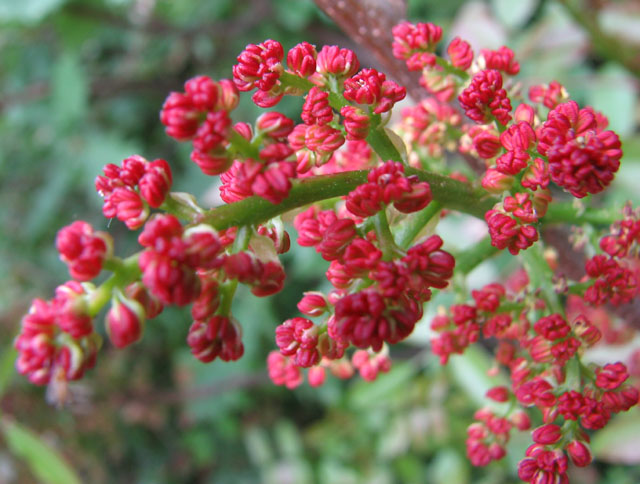
Terpentin-Pistazie

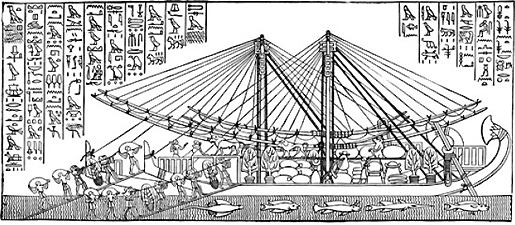
Beladen der Schiffe in Punt mit Antui-Bäumen (Pistazienbäumen), Darstellung im Totentempel der Königin Hatschepsut in Deir el-Bahari

- Johannisbrotbaum (Ceratonia siliqua), die Hülsen werden sehr oft äußerlich und innerlich verwendet.
- Myrrhebaum (diverse Commiphora Arten), als Myrrheharz sehr häufig benutzt.
- Koniferen (diverse Conifera-Arten), das Holz und das Harz wurde verwendet.
- Kreuzkümmel (Cuminum cyminum), oft zur Behandlung des Bauches. Die in den Früchten enthaltenen ätherischen Öle, Flavonoide, Salicylate, Cholin und Cumin wirken antibakteriell, schmerzlindernd und krampflösend.
- Erdmandel (Cyperus esculentus), das Öl als Arzneimittelgrundlage.
- Papyrus (Cyperus papyrus), als gekochtes Papyrusblatt zum Wundverschluss.
- Afrikanisches Ebenholz (Dalbergia melanoxylon), die Sägespäne bei Augenleiden.
- Feige (Ficus carica), die Frucht als leichtes Abführmittel.
- Sykomorenfeige (Ficus sycomorus), die Frucht als leichtes Abführmittel, die Blätter und der Milchsaft zur Wundversorgung.
- Zederwacholder (Juniperus oxycedrus), die Beerenzapfen bei Blasen- und Nierenerkrankungen, als Genitalzäpfchen zum „Lösen des Kindes aus dem Bauch“.
- Dattelpalme (Phoenix dactylifera), vielseitige Verwendung.
- Granatapfelbaum (Punica granatum), die Wurzelrinde als Wurmmittel.
- Rizinusbaum (Ricinus communis), die Samen als drastisches Abführmittel, das Öl zum Behandeln von Hauterkrankungen, das Blatt zum Wundverschluss.
- Ägyptische Weide (Salix mucronata), Kätzchen, Blätter und Holz äußerlich zur Behandlung von Entzündungen.Salix mucronata „Ägyptische Weide“

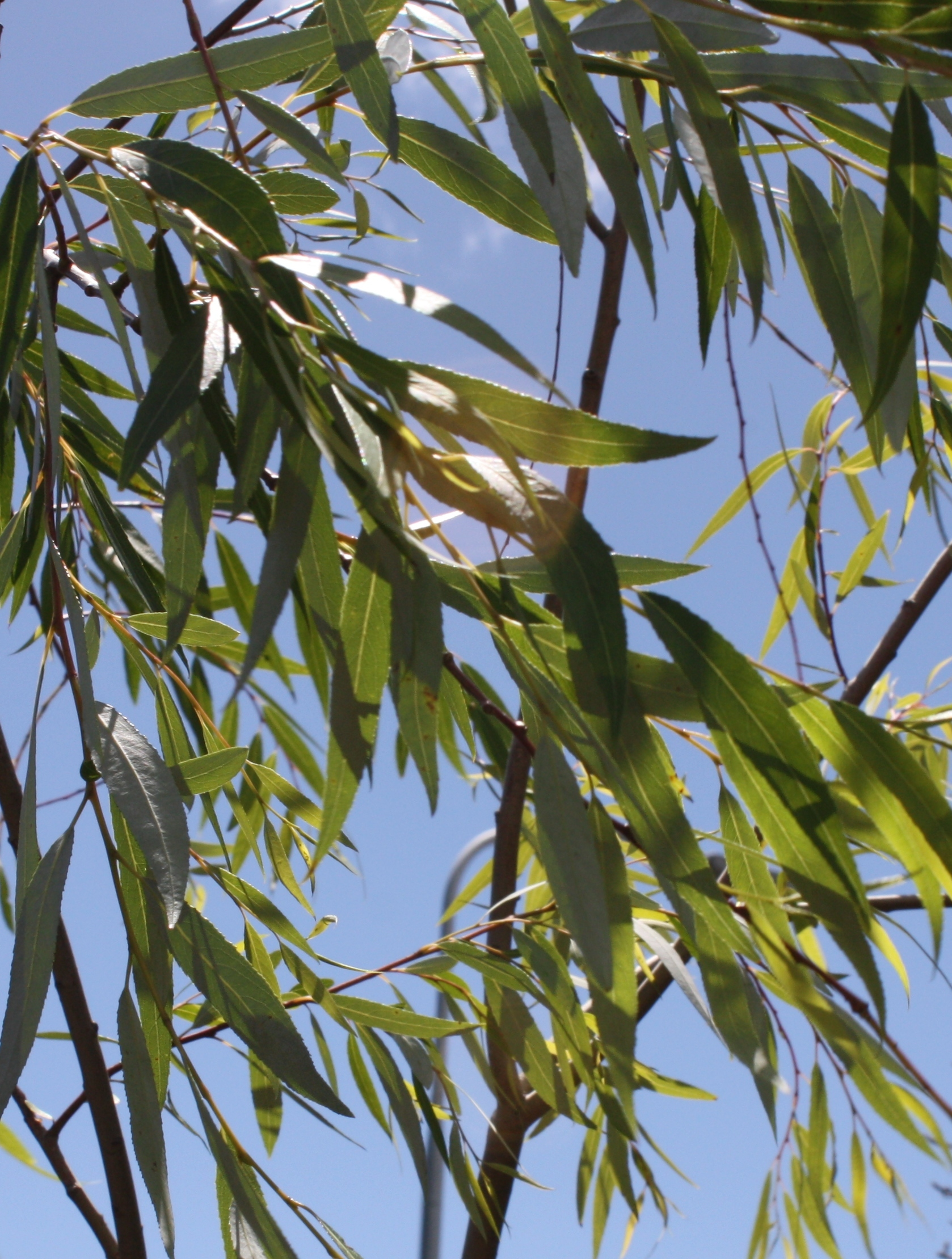
Salix mucronata „Ägyptische Weide“

- Emmer (Triticum turgidum), äußerlich zur Behandlung von entzündeten Wunden und Geschwüren.Wild-Emmer

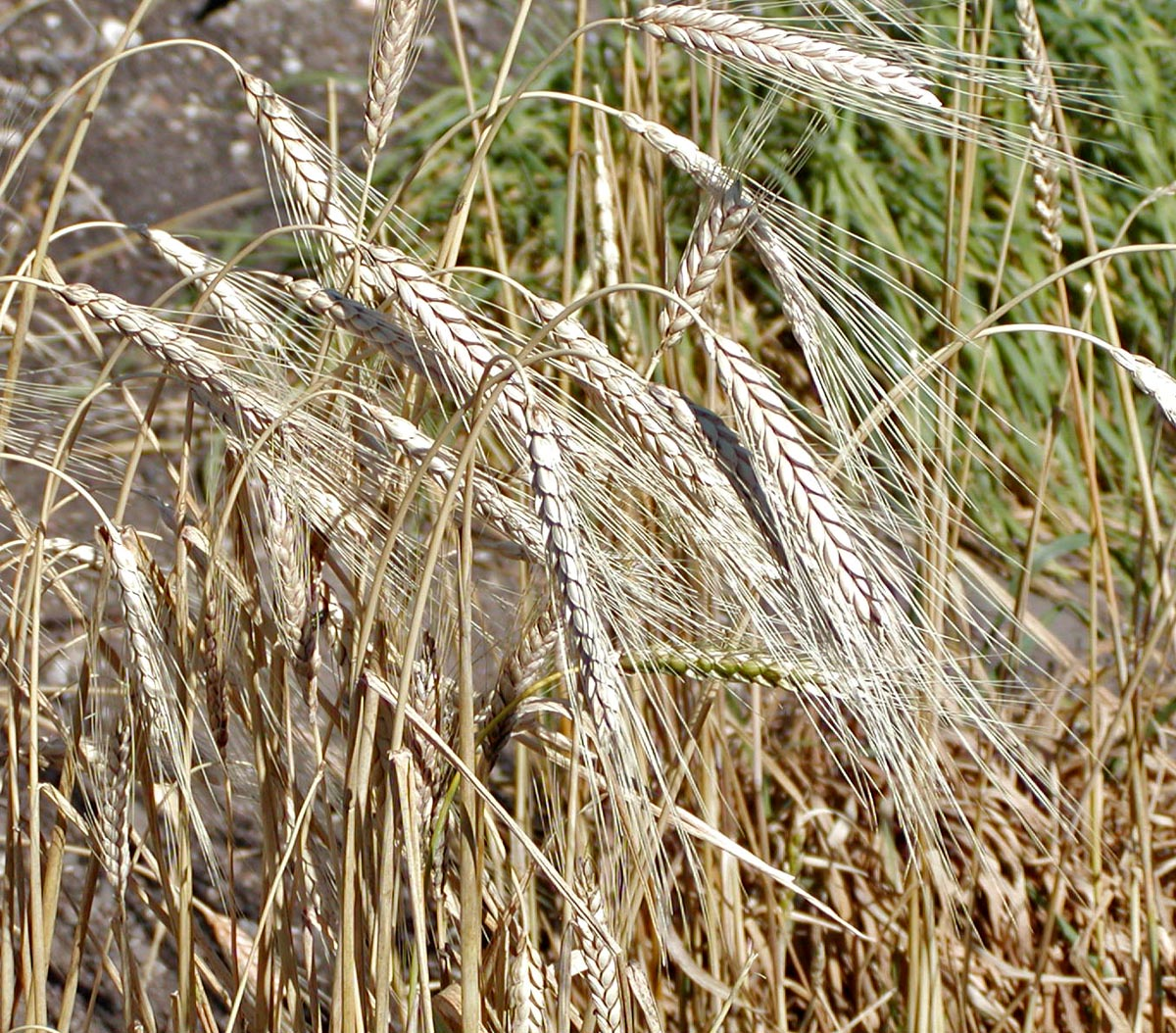
Wild-Emmer

- Weinrebe (Vitis vinifera), Wein diente als Lösungsmittel in medizinischen Rezepten.

Es gibt viele weitere Heilpflanzen, bei denen es sehr wahrscheinlich ist, dass die alten Ägypter sie kannten und verwendeten, deren altägyptische Namen in den Papyri aber noch nicht übersetzt werden können. Auch für in Gräbern gefundene oder z. B. in der Kräuterkammer des Karnak-Tempels abgebildete Pflanzen sind die altägyptischen Bezeichnungen meistens nicht bekannt.

## Herstellung pflanzlicher Arzneimittel im alten Ägypten
Die Rezepturvorschriften bestanden aus Indikationen, Bestandteilen samt Maßangaben (Hohlmaßangaben in roter Schrift), Herstellungsvorschriften und Anwendungshinweisen. Man kann den Ägyptern bereits eine hochentwickelte Kunstfertigkeit bei der Herstellung von Arzneimitteln bescheinigen, beispielsweise das „Ruhenlassen einer Arzneimittelmischung über Nacht“, was man heute als Extraktion bezeichnen würde – Aufkochen, Quellenlassen oder Eindicken. Als Arzneimittelgrundlagen wurden Wein, Bier, Milch, Wasser sowie pflanzliche Öle, und für eine festere Konsistenz wurden Getreidebreie und tierische Fette verwendet.

## Beispiele altägyptischer Arzneimittel
- Rizinussamen als Abführmittel:[11] „ein anderes Heilmittel für das Entleeren des Bauches und das Beseitigen von Krankheitserscheinungen im Bauch des Mannes: Samen der Rizinuspflanze; werde gekaut, werde heruntergespült mit Bier, bis das alles herauskommt, das in seinem Bauch ist.“[12]
- Kreuzkümmel zur Behandlung des Bauches: „ein anderes (Heilmittel) für den Bauch, wenn der krank ist: Kreuzkümmel 1/64 ro, Gänsefett 1/8 ro, Milch 20 ro, werde gekocht, werde durchpresst, werde getrunken.“[13]
- Wurzel des Granatapfelbaumes als Wurmmittel: „Töten des Hefat-Wurmes. Wurzel des Granatapfelbaumes 5 ro, Wasser 10 ro werde nachts dem Tau ausgesetzt, werde durchpresst, werde getrunken einen Tag lang.“[14] Tatsächlich enthält die Wurzelrinde des Granatapfelbaumes hochwirksame Pyridin-Alkaloide gegen Bandwürmer.
- Wacholderbeeren als harntreibendes Mittel: „ein anderes (Heilmittel für das Beseitigen von Harn, wenn er zu viel ist): Wurzel der ķ3d.t-Pflanze 1/4, Weintrauben 1/8, Honig 1/4, Wacholderbeeren 1/32, süßes Bier 7 1/2 ro, werde gekocht, werde durchpresst, werde getrunken an einem Tage.“[15]
- Wacholderbeeren in uteruskontrahierenden Zäpfchen: „Ein anderes (Heilmittel zum Lösen eines Kindes aus dem Bauch der Frau): Wacholderbeeren 1, ní3í3-Pflanze 1, Koniferenharz 1, werde zu Zäpfchen gemacht, werde in die Scheide gegeben.“[16]
- Heilmittel für das Beseitigen von vielem Kindergeschrei: špnn (Frucht/Körner) der špn-Pflanze. Ob damit möglicherweise Mohn gemeint sein könnte, ist ungeklärt. „Kot von Fliegen, der an der Mauer ist; werde zu einer Masse gemacht, werde durchgepresst, werde getrunken vier Tage lang. (Es) hört schnell auf.“[17]

Im Mainzer Institut für Ägyptologie und Altorientalistik der Universität Mainz wurden von der Ägyptologin Tanja Pommerening, die außerdem auch approbierte Apothekerin ist, einige Arzneimittel nach alten ägyptischen Originalrezepten aus dem Papyrus Ebers hergestellt und publiziert.

## Arzneimittelanwendung und Magie
Die altägyptischen Texte haben einen standardisierten Aufbau bestehend aus Rezept (Herstellungsvorschrift), Prognose, Lehrtext und Zauberspruch. Über die Ausgangsmaterialien wurden Beschwörungen gesprochen, und die Anwendung der Arzneimittel war mit heilkundlichen Zaubersprüchen und Ritualen eng verwoben. Der Gebrauch eines Heilmittels oder einer Beschwörung wurde immer auf die Welt der Götter zurückgeführt, um die Wirksamkeit zu verstärken.
Beispiele: „Anfang von den Heilmitteln, die Re gemacht hat für sich selbst“, „ein zweites Heilmittel, das Schu gemacht hat für sich selbst“ oder „ein drittes Heilmittel, das Schu gemacht hat für Re selbst“. Die Arzneimittel wurden oral, vaginal, anal, über Salbungen, Verbände, Umschläge, Trank- und Räuchermittel verabreicht.

## Bedeutung der altägyptischen Pflanzenheilkunde für nachfolgende Kulturen
Die altägyptische Medizin hatte bei den Griechen einen ausgesprochen guten Ruf. Man kann die Bedeutung der altägyptischen Pflanzenheilkunde für nachfolgende Kulturen nur sehr schwierig erfassen, da viele Heilpflanzen bis jetzt noch nicht eindeutig identifiziert werden konnten. Andererseits ist es jedoch sehr unwahrscheinlich, dass der Erfahrungsschatz der alten Ägypter mit dem Ende der Pharaonenzeit abrupt verloren ging.
Der griechische Arzt Pedanios Dioskurides hat versucht, das Wissen seiner Zeit in einer von ihm verfassten Materia medica zusammenzutragen. Den Beschreibungen der vielen Pflanzen hat er Synonyma (d. h. Namen der Pflanzen bei anderen Völkern) vorangestellt, in 105 Fällen auch ägyptische Namen. Ein großer Teil dieser Pflanzen war jedoch im alten Ägypten nicht heimisch. Nur von vier Pflanzen ist der altägyptische Name bekannt: Rizinus, Zederwacholder, Dill und Lattich, wobei letzterer in keinem medizinischen Papyrus genannt wird.
Für einige wenige Pflanzen lässt sich erkennen, dass ihr koptischer Name altägyptische Wurzeln enthält. Im koptischen Papyrus Chassinat (6.–9. Jahrhundert n. Chr.) mit 237 Rezepturen lassen sich für ca. 46 Pflanzen Verbindungen zur altägyptischen Medizin herstellen, ohne bis jetzt den jeweiligen altägyptischen Namen zu kennen.